# Bonětice
Bonětice (německy Groß Wonetitz) jsou vesnice, část městyse Stráž v okrese Tachov v Plzeňském kraji. Nachází se asi 4,5 kilometru východně od Stráže. Vede jimi silnice II/200. Bonětice jsou také název katastrálního území o rozloze 6,11 km².

## Historie
První písemná zmínka o vesnici pochází z roku 1115.

## Přírodní poměry
Vesnice stojí na severovýchodním okraji přírodního parku Valcha. Podél jejího jižního okraje protéká říčka Úhlavka. Jeden kilometr severozápadně od vesnice se nachází přírodní památka Bonětice s populací čolka velkého.

## Obyvatelstvo
| Rok            | 1869 | 1880 | 1890 | 1900 | 1910 | 1921 | 1930 | 1950 | 1961 | 1970 | 1980 | 1991 | 2001 | 2011 | 2021 |
| -------------- | ---- | ---- | ---- | ---- | ---- | ---- | ---- | ---- | ---- | ---- | ---- | ---- | ---- | ---- | ---- |
| Počet obyvatel | 171  | 179  | 173  | 161  | 165  | 156  | 140  | 66   | 76   | 53   | 41   | 47   | 31   | 40   | 41   |
| Počet domů     | 30   | 31   | 31   | 31   | 32   | 33   | 33   | 22   | 22   | 10   | 12   | 14   | 13   | 12   | 13   |

## Obecní správa
Při sčítání lidu v letech 1869–1890 Bonětice byly samostatnou obcí v okrese Tachov. V letech 1900–1910 se dělilo na Bonětičky a Velké Bonětice. V letech 1921–1950 byly znovu  obcí v okrese Tachov. V letech 1961–1976 byly částí  obce Olešná v okrese Tachov. Od 30. dubna 1976 jsou částí městyse Stráž v okrese Tachov. V letech 1850–1899 a v letech 1921–1960 k obci patřily Bonětičky.